# 犬姫様
『犬姫様』（いぬひめさま）は陣出達朗の小説。またそれを原作とする1952年2月15日に公開された新東宝製作の映画。

## あらすじ
飢饉にあえぐ天明のころ、江戸の裏長屋に「犬姫様」と言われるほど犬好きな娘・お美弥がいて、父・海の弥太郎と共に住んでいた。そのお美弥の婚礼の夜、父が殺され、秘蔵の皿「残月丸」とともに花婿まで消えてしまった。花婿の清二郎こと峠文之丞は犯人と思われてしまう。
残月丸は瀬木一味によって老中・田沼憲次に献上される。残月丸はもともと満月丸という皿と夫婦皿で、元アイヌの首領一家に伝わる家宝だった。

## 映画

### スタッフ
- 監督：中川信夫
- 製作：伊藤基彦
- 脚本：友田昌二郎、池上金男
- 原作：陣出達朗
- 撮影：安本淳
- 音楽：服部正
- 美術：梶由造

### キャスト
- お美弥：花柳小菊
- 峠文之丞：水島道太郎
- 大関勢之助：戸上城太郎
- 田沼憲次：江川宇礼雄
- 瀬木甚九郎：冬木京三
- 横睨みの六：中村是好
- 板倉伊勢守：汐見洋
- 海星斎：坪井哲
- 琵琶の三郎次：月形龍之介
- 金丸陣兵衛：杉山昌三九
- 銀猫のお柳：宮川玲子
- 夏乃：江戸川蘭子